# .gu
.gu je vrhovna internetska domena (country code top-level domain - ccTLD) za Guam. Domenom upravlja Guamski mrežni informacijski centar.

## Vanjske poveznice
- IANA .gu whois informacija  Arhivirana inačica izvorne stranice od 7. rujna 2008. (Wayback Machine)